# George Stephenson
George Stephenson (n. 9 iunie 1781, Paris, Regatul Franței – d. 12 august 1848, Tapton House⁠(d), Anglia, Regatul Unit al Marii Britanii și Irlandei) a fost un inginer englez care a construit prima cale ferată publică ce utiliza locomotive cu abur.
A fost considerat părintele căilor ferate.
Ecartamentul liniei sale de 1.435 mm (4 picioare și 8 țoli și jumătate) este considerat actualmente ecartamentul normal (standard) al căilor ferate.
Unicul său fiu, Robert Stephenson, a continuat tradiția tatălui, fiind un valoros inginer feroviar.

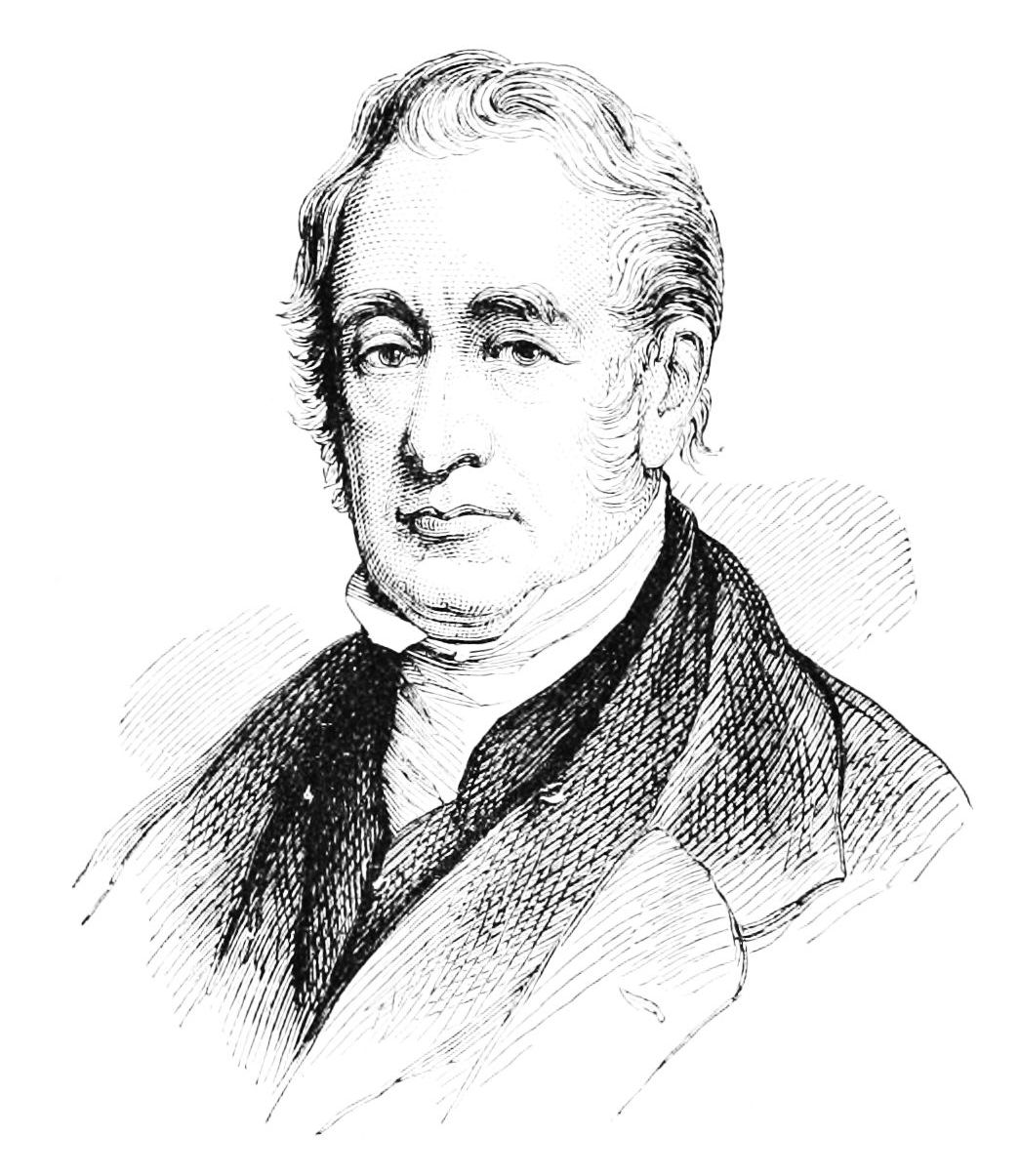
George Stephenson

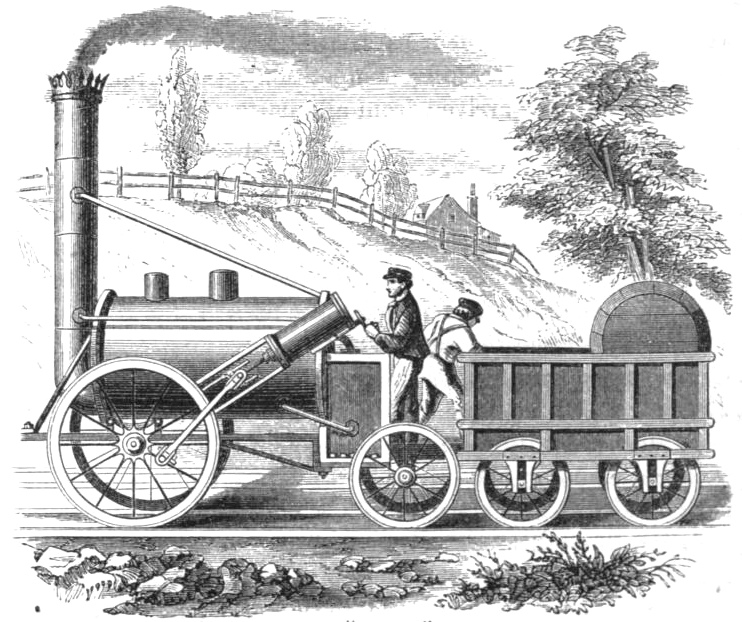
Locomotiva The Rocket (1829)